# مارفل إنترتينمنت
مارفل الترفيهية (بالإنجليزية: Marvel Entertainment) شركة ذات مسؤولية محدودة، سابقاً كانت تحمل اسم مارفل انتر برايس وتويز بيز، هي شركة تسلية أمريكية تشكلت من اندماج مجموعة مارفل للتسلية وشركة تويز بيز. اشتهرت الشركة بشركتها الفرعية مارفل كومكس، وفي اواخر ال 2000 م بدأت شركتها الفرعية، استوديوهات مارفل بإنتاج الأفلام.
في عام 2009 م، استحوذت شركة والت ديزني على شركة مارفل للتسلية بمقابل 4.64$ مليار. ومنذ ذلك الحين أصبحت الشركة شركة ذات مسؤولية محدودة. ولأغراض التقارير المالية، تعتبر شركة مارفل جزء من شركة والت ديزني. قامت مارفل بالعديد من الشراكات مع شركات أخرى مثل تونتيث سينتشوري فوكس وكولومبيا بيكتشرز، بحيث يتم صدور أفلام استوديوهات مارفل عن طريق استوديوهات أفلام والت ديزني والتي تعتبر شركة أخرى تابعة لشركة والت دزني. منذ ذلك الحين، استطاعت الشركة أن تعرض شخصيات مارفل في منتجعاتها وحدائقها، يجدر القول هنا إلى انه كانت هناك اتفاقية مسبقة مع حدائق ومنتجعات يونيفيرسال والتي توسعت فيما بعد عند استحواذ والت دزني.

## نبذة تاريخية
مجموعة مارفل للتسلية (مارفل أو MEG)، الشركة الأم لشركة مارفل كومكس ومارفل للإنتاج، قد تم عرضها للبيع كجزء من عملية تصفيه لها ثم لشركتها الأم كادنس للصناعات، والتي بيعت في عام 1986 م لصالح شركة نيو ورلد بيكتشر. في عام 1989 م، قام تحالف شركات مكون من رونالد بيرلمان وماك أندروز وفوربس بشراء مجموعة مارفل للتسلية من شركة نيو ورلد بيكتشر بمبلغ 82.5$ مليون، يجدر الإشارة أن تلك الصفقة لم تشمل شركة مارفل للإنتاج، والتي كانت لا تزال ضمن شركات نيو ورلد بيكتشر.

### طرح الأسهم وعمليات الاستحواذ
قدمت مارفل أول عرض لطرح أسهمها للعامة بتقديم 40% من الأسهم وذلك في يوليو 1991, ومنحت 40$ مليون من العوائد لصالح مجموعة اندروز، بعد ذلك قامت مارفل بشراكه وتعاون مباشر مع ماك أندروز وفوربس. قامت شركة مارفل بشراء شركة تداول البطاقات فلير وذلك بعد سنة من طرح الأسهم. في أبريل 1993، استحوذت مارفل على 46% من شركة تويز بيز وذلك لكي تستطيع تحويل شخصيات مارفل إلى العاب.
في عام 1993 م و 1994 م، تشكلت شركة مارفل القابضة - مارفل القابضة المحدودة، وشركة ومارفل القابضة الأم، من مجموعة أندروز وميغ، وأصدرت أكثر من نصف مليار دولار على شكل السندات تحت إشراف بيرلمان. استحوذت مارفل بعد ذلك على بانيني، شركة ملصقات إيطالية، في أبريل 1994 سكاي بوكس الدولية ‏ في أبريل 1995.
اشترت مارفل هيروز ورلد للتوزيع، موزع اقليمي لمتاجر الكتب المصورة. مارفل كانت تحاول توزيع منتجاتها بشكل مباشر وأدت هذه الخطوة إلى انخفاض المبيعات وتفاقم خسائرها حيث عانت مارفل من انفجار فقاعة الكتب المصورة.
بلغت إيرادات الترخيصات 50 مليون دولار في 1995, وفي 4 يناير 1996 قامت ميغ بتسريح 275 موظف. عرضت بريل مان لشراء اسهم إضافية من مجموعة اندروز في مقابل 350 مليون دولار وذلك في نوفمبر 1996 (في ما عرف لاحقاً بخطة بيرلمان)، وذلك كان يتطلب من شركة مارفل ان تقوم بالامتلاك الكامل لشركة تويز بيز. في تلك الأثناء، قام كارل إيكان بشراء من سندات مارفل بقيمة لا تتجاوز 20% من سعرها مما ادى إلى عرقلة خطة بيرلمان. بعد ذلك وفي 27 ديسمبر 1996 أوشكت مارفل على الإفلاس لكن حاملي الأسهم بقيادة كارل إيكان، منعوا حدوث ذلك.

## الوحدات
الوحدات التابعة للشركة حتى 2012 تتضمن:

### الأقسام
- العاب مارفل (تويز بيز سابقاً)
- حلول مارفل المتخصصة، الكتب المصورة المتخصصة

### الشركات التابعة
- ازقارد للإنتاج المحدودة (ديلاوير)
- كوفر كونسبت
- قرين قاي تونز المحدودة (ديلاوير)
- مارفل للتسلية العالمية المحدودة (بريطانيا)
- مارفل لإنتاج الأفلام المحدودة (ديلاوير)
- مارفل لإنتاج النترنت المحدودة (ديلاوير)
- استديوهات مارفل (1996) شركة لأنتاج الأفلام والإنتاج التلفزيوني
  - تلفزيون مارفل (2010) قسم الإنتاج التلفزيوني
    - مارفل للرسوم المتحركة (2008)
      - استديوهات مارفل للرسوم المتحركة

  - MVL للإنتاج المحدودة
  - مارفل للموسيقى (2005)
- مارفل للألعاب المحدودة (هونغ كونغ)
- مارفل العالمية، ناشر لقصص مارفل المصورة
- MRV (ديلاوير)
- MRV العالمية (هولندا)
- MVL لتمويل الأفلام المحدودة: حاملة لديون أفلام مارفل وضامنه لحقوق 12 شخصية
- MVL ايرون وورك للإنتاج في كندا (مقاطعة اونتاريو)
- MVL انكردبل للإنتاج في كندا (مقاطعة اونتاريو)
- سكواد للإنتاج المحدودة (ديلاوير)

#### شركات قابضه للملكيات الفكرية
- عامل ايرون للإنتاج المحدودة، شركة تابعة لحقوق الأفلام
- انكردبل للإنتاج المحدودة (ديلاوير), شركة تابعة لحقوق الأفلام
- شخصيات مارفل المحدودة، شركة مسؤوله عن حقوق الملكية الفكرية لجميع شخصيات مارفل
  - حقوق MVL: شركة مارفل القابضة لشخصيات الرسوم المصورة
- شخصيات مارفل (هولندا)
- مارفل العالمية القابضة للشخصيات (ديلاوير) (سابقاً كانت تحمل اسم مجموعة مارفل للتسلية)
- MVL للتطوير المحدودة (ديلاوير) شركة تابعة مختصة بحقوق الملكية الفكرية

## الرؤساء
- جوي كويسادا، مدير قسم الإبداع (2010 - الوقت الحالي)

## روابط خارجية
- مارفل إنترتينمنت على موقع IMDb (الإنجليزية)
- مارفل إنترتينمنت على موقع قاعدة بيانات برودواي على الإنترنت (الإنجليزية)